# Thisbe (planetoïde)
(88) Thisbe is een grote planetoïde in een baan om de zon, in de planetoïdengordel tussen de banen van de planeten Mars en Jupiter. Thisbe heeft een ellipsvormige baan, die iets meer dan 5° helt ten opzichte van de ecliptica. Tijdens een omloop varieert de afstand tot de zon tussen de 2,313 en 3,224 astronomische eenheden.

## Ontdekking en naamgeving
Thisbe werd op 15 juni 1866 ontdekt door de Duitse astronoom Christian Heinrich Friedrich Peters in Clinton. Peters ontdekte in totaal 48 planetoïden.
Thisbe is genoemd naar Thisbe, een personage uit de Griekse mythologie.

## Eigenschappen
Thisbe wordt door spectraalanalyse ingedeeld bij de B-type planetoïden, een zeldzame groep planetoïden waarvan (2) Pallas de grootste is. B-type planetoïden zijn relatief rijk in organische verbindingen, maar ook in waterhoudende mineralen.
Thisbe draait in iets meer dan 6 uur om haar eigen as.